# Tolunay Kafkas
Hakkı Tolunay Kafkas (* 31. März 1968 in Ankara) ist ein ehemaliger türkischer Fußballspieler und derzeitiger -trainer.

## Spielerkarriere
Tolunay Kafkas spielte für viele Vereine: PTT, Keçiörengücü, Diyarbakırspor, Erzurumspor, Konyaspor, Trabzonspor, Galatasaray Istanbul, Bursaspor und Denizlispor in der Türkei. In Österreich spielte er von 2002 bis 2004 für den ASKÖ Pasching, 2004 für den LASK Linz und von 2004 bis 2005 für den VfB Admira Wacker Mödling. Für die Türkei spielte Tolunay Kafkas 33 mal. Er nahm mit der Nationalmannschaft an der Fußball-Europameisterschaft 1996 teil.

## Trainerkarriere
Ab der Saison 2007/08 war Kafkas für drei Spielzeiten der Trainer des türkischen Erstligisten Kayserispor. In seiner ersten Saison mit den Rot-Gelben wurde er türkischer Pokalsieger 2008. Zum Ende der Saison gab er bekannt sich vom Verein zu trennen.
Zur Saison 2010/11 nahm er dann ein Angebot vom Ligakonkurrenten Gaziantepspor an. Mit diesem Verein erreichte er in seiner ersten Saison auf Anhieb den vierten Tabellenplatz. So nahm er zur nächsten Saison an der UEFA Europa League teil. Hier scheiterte man in der 3. Qualifikationsrunde an dem polnischen Vertreter Legia Warschau. Der Start in die Süper Lig scheiterte mit vier Niederlagen in vier Spielen. Kafkas hatte von Saisonbeginn an ein angespanntes Verhältnis zu den Fans. Nach der Niederlagenserie forderten die Fans seine Entlassung. Daraufhin verkündete Kafkas bereits nach dem dritten Spieltag seinen Rücktritt, er konnte aber von der Vereinsführung umgestimmt werden. Nach dem verlorenen Spiel am vierten Spieltag stellte sich die gleiche Situation ein, sodass Kafkas den Verein endgültig verließ.
Zur Winterpause wurde er zum zweiten Mal Trainer der Türkischen U-21.
Im Frühjahr 2013 trat der langjährige Trainer von Trabzonspor, Şenol Güneş, von seinem Amt zurück. Als einer der Trainer die beim Verein bereits als Spieler tätig waren, wurde Kafkas sofort als möglicher Nachfolger gehandelt. Kafkas hatte mehrmals erwähnt, dass er Trabzonspor gerne irgendwann Mal als Trainer betreuen würde. So bot ihm die Vereinsführung den Trainerposten an. Kafkas willigte ein und unterschrieb am 29. Januar einen Vertrag über 3,5 Jahre.
Mit dem Ende der Profiligen zum Sommer 2013 wurde bei Trabzonspor mit İbrahim Hacıosmanoğlu ein neuer Vereinspräsident gewählt. Dieser stellte als eines seiner ersten Amtshandlungen Mustafa Reşit Akçay als neuen Cheftrainer von Trabzonspor vor und erklärte die Zusammenarbeit mit Kafkas für beendet.
Zur Saison 2013/14 übernahm Kafkas den Erstligisten Kardemir Karabükspor. Am 23. Februar 2015 wurde sein Vertrag nach gegenseitigem Einvernehmen mit der Vereinsführung aufgelöst.
Im Juli 2015 übernahm er zum zweiten Mal in seiner Karriere den Erstligisten Kayserispor als Cheftrainer. Mit den Zentralanatoliern unterschrieb er einen Einjahresvertrag. Nach Kayserispor wurde Kafkas, Anfang September 2016, Nachfolger von Cihat Arslan bei Akhisar Belediyespor. Im März 2017 trat er von seinem Amt zurück. Von 2020 bis 2023 war Kafkas zum dritten Mal Trainer der Türkischen-U21.
Im März 2023 kehrte Kafkas in die Süper Lig zurück und wurde Cheftrainer von MKE Ankaragücü.

## Erfolge

### Als Spieler
Mit Trabzonspor
- Türkischer Vizemeister: 1994/95, 1995/96
- Türkischer Pokalsieger: 1994/95
- Türkischer Supercupsieger: 1995
- Premierminister-Pokalsieger: 1994, 1996

Mit Galatasaray Istanbul
- Türkischer Meister: 1998/99
- Türkischer Pokalsieger: 1998/99
- TSYD-Istanbul-Pokalsieger: 1997/98, 1998/99

Mit der Türkischen Nationalmannschaft
- Teilnehmer der Fußball-Europameisterschaft: 1996

### Als Trainer
Mit Kayserispor
- Türkischer Fußballpokalsieger: 2007/08

Mit Gaziantepspor
- Tabellenvierter der Süper Lig: 2010/11

## Trivia
- Kafkas gelang mit seinem Treffer gegen Karşıyaka SK am 16. Spieltag der Saison 1995/96 das 1000. Erstligator Trabzonspors.[7]